# Gertrud Ström
Gertrud Ström war eine schwedische Eiskunstläuferin, die im Paarlauf startete.
An der Seite von Richard Johansson gewann sie bei der Weltmeisterschaft 1909 im heimischen Stockholm die Bronzemedaille im Paarlauf hinter den Briten Phyllis Johnson und James H. Johnson und ihren schwedischen Landsleuten Valborg Lindahl und Nils Rosenius.

## Ergebnisse

### Paarlauf
(mit Richard Johansson)
| Wettbewerb / Jahr   | 1909 |
| ------------------- | ---- |
| Weltmeisterschaften | 3.   |

| Personendaten    | Personendaten                |
| ---------------- | ---------------------------- |
| NAME             | Ström, Gertrud               |
| KURZBESCHREIBUNG | schwedische Eiskunstläuferin |
| GEBURTSDATUM     | 19. Jahrhundert              |
| STERBEDATUM      | 20. Jahrhundert              |